# 赛思达
赛思达是全球知名的跨国工程咨询集团，专门从事城市公共交通和铁路交通工程。该有限责任公司的股权属于巴黎大众运输公司、法国国家铁路公司和法国主要的银行。业务覆盖全球150个国家，350多座城市，並雇用約7,300名员工。 
在2014年12月，美国杂志工程新闻纪录公布的全球250个主要工程公司的年度評分，赛思达以3.15亿美元在国际轨道交通与铁路类别上获得第二名。

## 歷史
赛思达的成立是由SOFRERAIL和SOFRETU兩家公司合并而成。SOFRERAIL是由法国国家铁路於1957年为铁路设计和建设所成立的法国公司，而SOFRETU是由巴黎大众运输公司於1961年为城市交通设计和建设所成立的的法国公司。
2011年6月，赛思达接管法国国家铁路的工程子公司 INEXIA，和巴黎大眾運輸公司的工程子公司XELIS。結合这三家公司的技能，创造了法国首屈一指的公共交通工程公司，在高速铁路、铁路网改造、自动化铁路和地下结构复杂的城市环境的领域上作主导。
在2012年7月1日，赛思达、INEXIA和XELIS的合并正式被确认。
赛思达集团拥有多家子公司，包括：Canarail、MVA和SAI等。
赛思达的分支公司遍布全球，包括：赛思达美国、赛思达英国、赛思达阿尔及利亚、赛思达摩洛哥和赛思达印度等。

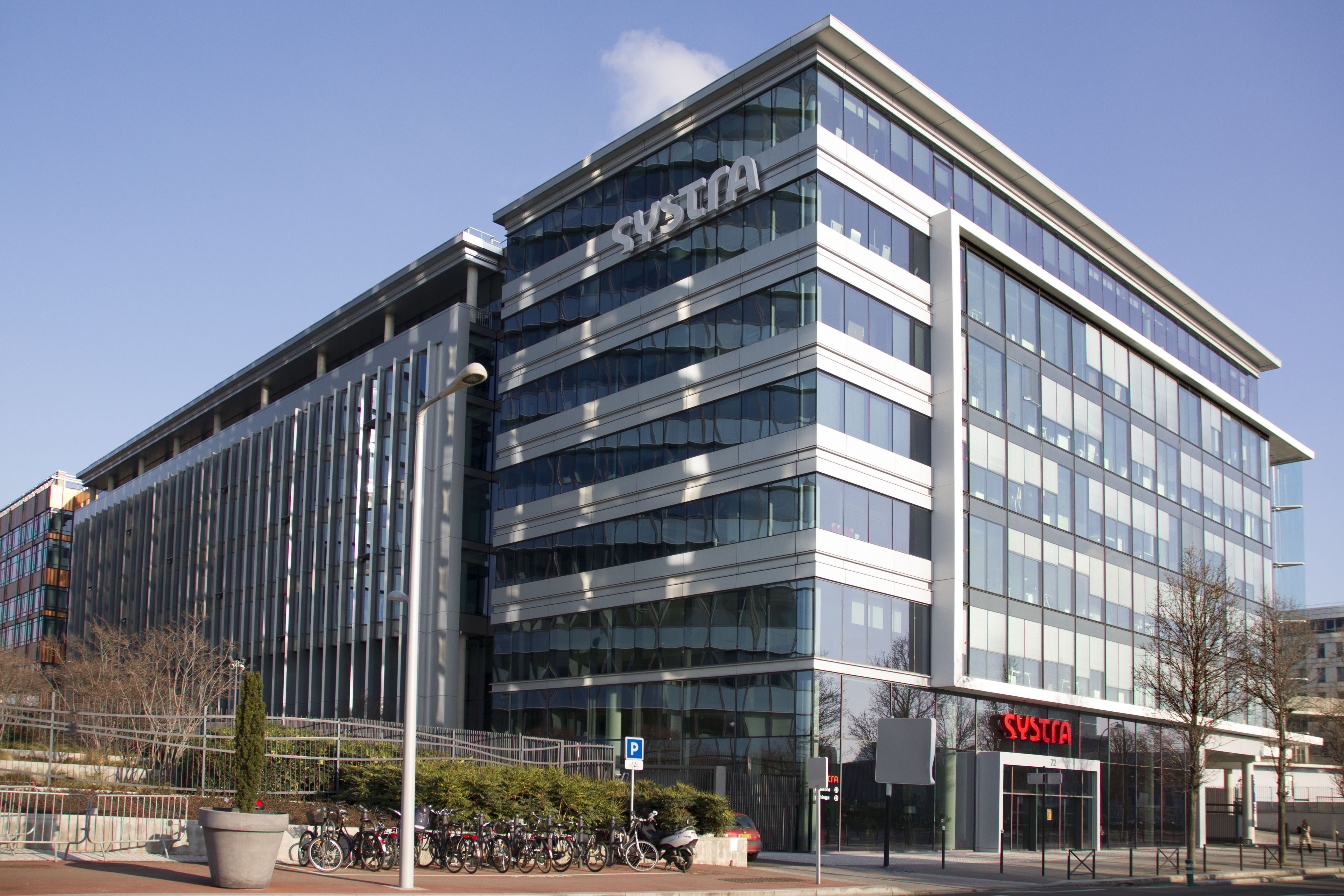
赛思达法国总部

### 重要事件
- 2014年：赛思达通过收购印度SAI工程公司，加强在印度市場的业务。 SAI和赛思达于2005年成立的印度子公司，拥有技能互补的作用包括环境，道路和城市规划等。[2]

- 2012年：赛思达、INEXIA和XELIS合并。[3]

- 2011年：INEXIA和XELIS整合

- 2010年：法国铁路网络（英语：Réseau_Ferré_de_France）RFF授予以VINCI（英语：VINCI）为首的财团，建造首條公营部门与私营机构合作(PPP)的铁路，其中包括赛思达于南大西洋建立的欧洲高速铁路（SEA）

- 2007年：赛思达与法国国家铁路参与打破在铁轨速度上的世界纪录，在过程中以V150列车（英语：V150_(train)）达到每小时574.8公里

- 1997年：赛思达-SOFRETU-SOFRERAIL更名为SYSTRA（赛思达）

- 1995年：SOFRETU和SYSTRA-SOFRETU-SOFRERAIL（SOFRERAIL前身）合并

- 1992年：SOFRETU和SOFRERAIL合併，赛思达集团正式成立

- 1961年：巴黎大眾運輸公司創立SOFRETU

- 1957年：法国国家铁路創立SOFRERAIL